# Anders Hedner
Anders Hedner, född den 10 december 1801 i Vimmerby landsförsamling, död den 22 oktober 1873 i Asby församling, Östergötlands län, var en svensk filolog, skald och präst.
Hedner blev student vid Uppsala universitet 1823, filosofie magister 1830, poëseos romanæ docens 1831 samt lektor i latin vid Linköpings gymnasium 1836. Efter att ha innehaft förslag till professuren i latin i Uppsala, 1839, och Lund, 1842, övergick Hedner, som blivit prästvigd 1837, till den prästerliga banan, blev 1844 kyrkoherde i Asby i Östergötland, 1847 kontraktsprost samt vid kröningen 1860 teologie doktor. 
Redan under studentåren gjorde sig Hedner känd som god latinare och i synnerhet som lycklig skald på romarspråket. Utom disputationer utgav han tre häften latinska poem, Metra latina (1841–1844), till största delen författade i Uppsala akademis eller den studerande ungdomens namn, kommenterade upplagor av flera latinska författare: Curtius, Cornelius och Sallustius, och redigerade J.V. Tranérs "Carmina".
Hedner översatte Karl Gottlob Zumpts mindre latinska grammatik (1833) samt skrev en Latinsk constructionslära (1845; 2:a upplagan 1854). Han skrev även ett par svenska skaldestycken på klassiska versslag: Besöket på Omberg (1839), Tempel-Echo (1843) med flera. Hans sista arbete var en Skärskådning af våra svenska psalmer (1873).